# 太子町歌
「太子町歌」（たいしちょうか）は、日本の兵庫県揖保郡太子町が制定した町歌である。作詞・安田青風、作曲・名取吾朗。

## 解説
1976年（昭和51年）に太子町の町制25周年を記念して制定された。作詞は懸賞募集ではなく、歌人で名誉町民の安田青風に依頼されたものである。制定時に東芝EMI（のちユニバーサルミュージック・EMI Records）が東京放送合唱団による歌唱を収録したシングル盤（規格品番：4Rs-624）を製造している。
2021年（令和3年）には、町制70周年を記念して県立太子高校Jコーラス部による斉唱と吹奏楽部による演奏の新録が行われた。
太子町に関連する楽曲としては町歌の他に、2009年（平成21年）に太子町文化協会と観光協会が合同で選定した町民音頭「太子音頭」が存在する。

## 備考
兵庫県の太子町と「聖徳太子ゆかりの地」の繋がりで友好関係にある同名の大阪府南河内郡太子町も、同年（1976年）に町制20周年を記念して「太子町々歌」（作詞：松井定逸、作曲：秦井康文）を制定している。
レコードの盤面に記載された表題は兵庫県が「太子町歌」なのに対して大阪府が「太子町々歌」と微細に異なるが、制定から年月が経過し大阪府側の町歌も「々」が省略されて「太子町歌」と呼ばれるようになっている。町民音頭の表題は、兵庫県の「太子音頭」に対して大阪府は「太子町音頭」である。